# Maman poupée
Maman poupée er en italiensk stumfilm fra 1919 af Carmine Gallone.

## Medvirkende
- Soava Gallone som Susanne di Montalto
- Bruno Emanuel Palmi
- Mina D'Orvella
- Mario Cusmich